# Abrochia discoplaga
Abrochia discoplaga là một loài bướm đêm thuộc phân họ Arctiinae, họ Erebidae.